# Нове-Место (Братислава)
Нове-Место (в переводе Новый город) городская часть в районе Братислава III, города Братислава, Словакия. Расположен к северу и северо-востоку от Старе Место (Старый город), к северу и северо-западу от горного массива Малые Карпаты, на стыке северо-восточной и южной частей Дунайской низменности, между предгорий и бывшим руслом Дуная. Граничит с городскими частями Рача, Вайноры, Ружинов, Ламач и Загорска Бистрица.

## История

### Происхождение
Первое письменное упоминание в 13 веке. В средние века существовал в качестве не компактной застройки в пределах современных границ, и долго носил характер деревни. Через район проходили три дороги из Братиславы: в Модру, в Вайноры и в Трнаву и Нитру. Район почти не затронут Малыми Карпатами, за исключением верхней части Млинской долины (en). Район (sk) стал приобретать городской характер с 18-го века из двух скверов, где собирали пошлины, в названии которых есть слово «mýto» (от мытарь, налоги): Рачански мыто (en) и Трнавске мыто (en). В 19 веке район получил название Nádorváros. В то же время в районе были основаны несколько фабрик, в том числе пивоваренный завод Штейна в 1872—1873, шоколадная фабрика «Фигаро» в 1896 году и динамитный завод Нобеля в 1873 году. Район стал массово застраиваться в 20 веке.

### Образование района

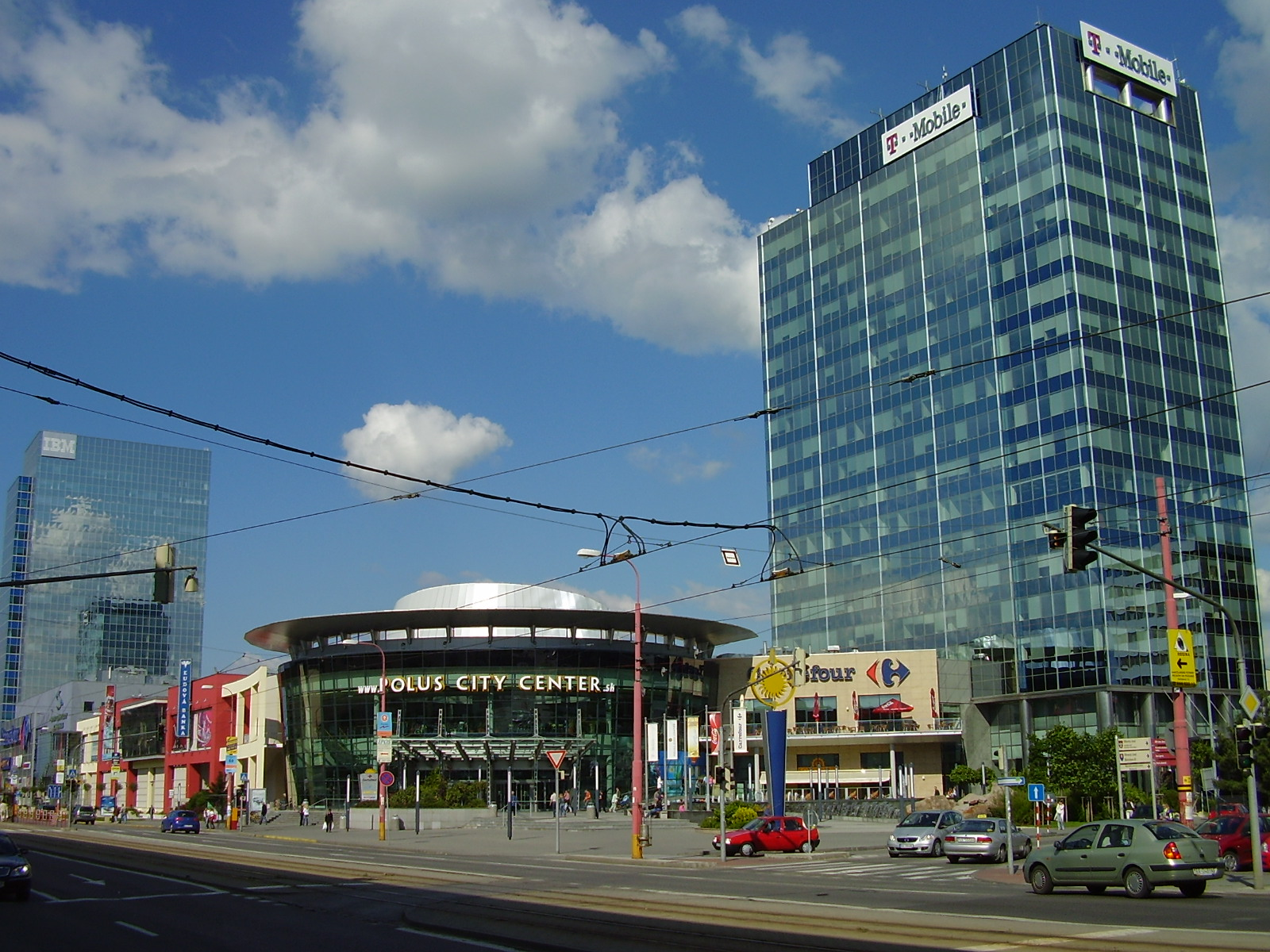
Комплекс современных офисных зданий и магазинов в районе Нове-Место

Район Нове-Место образован в результате социальных изменений в 1989 году по указу № 377/1990 от 13 сентября 1990 о районировании столицы Словацкой республики Братиславы. Закон установил в Братиславе в дополнение к муниципальным органам исполнительной власти (мэр, городской совет, муниципалитет и другие) 17 районов, которым были юридически определены обязанности и территории согласно уставу города.
Муниципалитет Братиславы Нове-Место создан при разделении территории бывшего района Братислава III, находившегося в территориальной юрисдикции Окружного национального комитета Братислава III местных и национальных комитетов. Район разделили на три части: Нове-Место, Рача и Вайноры. Территория Нове-Место образовалась из двух кадастровых районов — Нове-Место и Винограды. Точное разграничение земли утверждено городским советом путём модификации городского округа 11 июля 1991 года.
Муниципалитет Нове-Место был создан после местных выборов 23-24 ноября 1990 года. Первым мэром района стал Милош Ламперт. Новый районный совет, в составе 44 человек, устанавливает порядок выбора местных органов власти 20 декабря 1990. На должность главы совета назначен Стефан Цифру.

Компетенция органов местного самоуправления, которые определяют статус района, в котором подробно расписаны организационные органы Нове-Место, утверждены советом 29 октября 1991 года, поправки от 29 июня 1993 года.
Согласно резолюции парламента от 22 июня 2010 года в период 2010—2014 в местный совет Нове-Место избирается 25 членов в четырёх избирательных округах 42 избирательных участков.
Согласно переписи населения (1991) в районе Нове-Место проживало 40125 постоянных жителей, из которых в пределах Нове-Места 31712 и 8413 в Виноградах.

### Мэры
- 1990—1994 — Милош Ламперт (VPN, KDH)
- 1994—2010 — Ричард Фриммель (NEKA)
- 2010 — по наст. вр. — Рудольф Кусы (NEKA)[6]

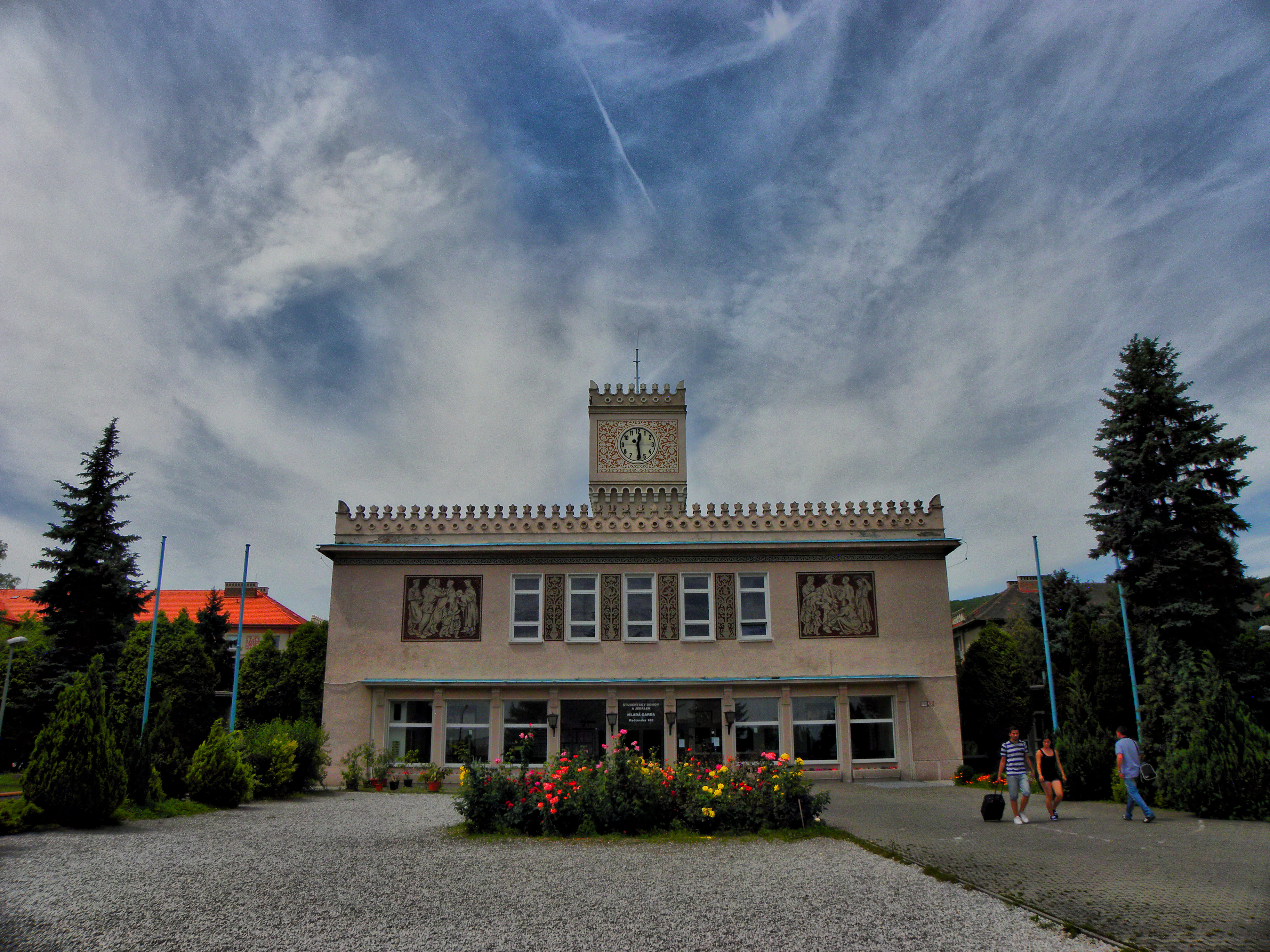
Студенческое общежитие Млада-гарда (Mladá Garda)

## Административное деление

### Кадастровое распределение
Район Нове-Место состоит из двух кадастровых областей:
- Нове-Место — площадь 984,6 га
- Винограды — площадь 2763,6 га.

Кадастровая зона разделена на более мелкие территориальные единицы, в следующем порядке: районы, городские районы и городские блоки.

### Микрорайоны
Микрорайоны Нове-Места: Nové Mesto-západ, Pasienky, Zátišie, Račianska ulica-sever, Istrochem, Jurajov dvor, Stará Vajnorská cesta.

Микрорайоны Винограды: Колиба, Kramáre, Nad Bielym Krížom, Lesopark.

### Исторические районы
Район неофициально делится на четверти:
- Ahoj
- Jurajov dvor
- Колиба — доминируют зеленые и рекреационные зоны, располагается киностудия (Filmové ateliéry Koliba), холм Камзик и канатная дорога (нижняя станция находится в районе «Железна студенка»)
- Kramáre — расположение словацкого министерства здравоохранения и министерства образования
- Mierová kolónia
- Pasienky — спортивный комплекс «Пасиенки», бассейн «Кухайда», новый торговый центр «Полюс Сити Центр»
- Kuchajda
- Винограды

## Спорт

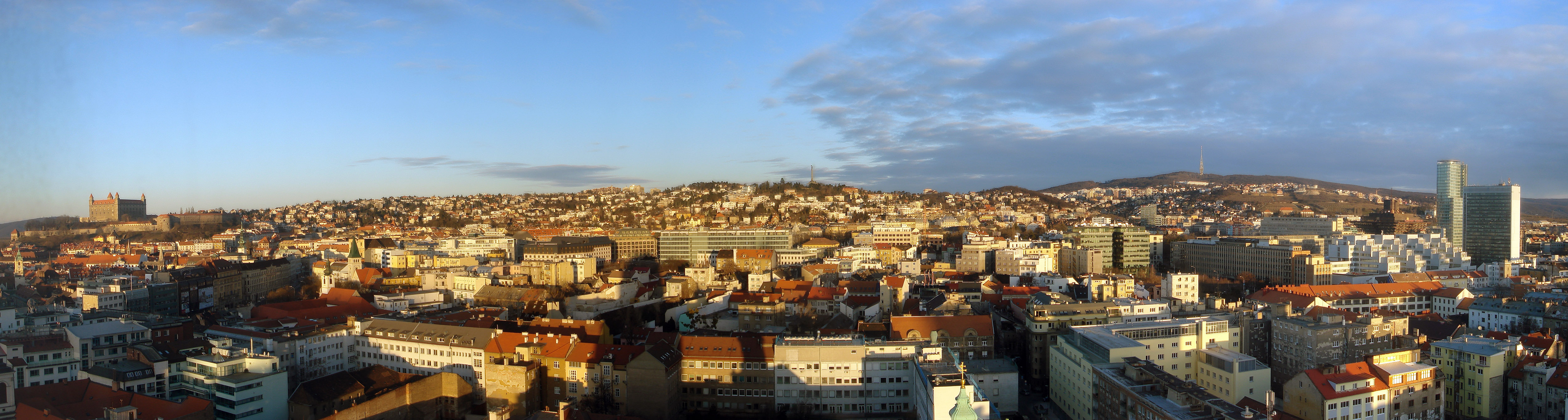
Панорама восхода солнца над Братиславой. На востоке район Старе Место, на западе Нове-Место

Во время Второй мировой войны район Петржалка был оккупирован нацистской Германией, город потерял почти все спортивные объекты и потому приступил к строительству новых объектов в местности известной как Тегельне поле, а затем и в Пасиенках. Первый бассейн был построен в 1939 году. Другие спортивные объекты: футбольный стадион, домашняя арена ФК «Слован», построена в 1939—1944 годы, ещё один стадион «Пасиенки» в 1962 году, стадион зимних видов спорта «Ондрей Непела» в 1938 году, который ныне называется Самсунг Арена. Также в районе находится велосипедный стадион (1946), крытый бассейн Пасиенки (1973), спортивный зал «Младост» (1987) и Национальный теннисный центр (2003).

## Достопримечательности
Нове-Место находится недалеко от Малых Карпат, около половины всей площади занято лесопарковой зоной Братиславского лесного парка. Одной из достопримечательностей является телебашня «Камзик» — самое высокое здание в районе, построенная на одноимённом холме. На холм можно подняться не только на автомобиле, но и на поезде. В самом городе есть станция первой конной железной дороги в Венгрии с 1840 (вела к Светы Юр на момент открытия). Здание вокзала находится на гербе муниципалитета Нове-Место. Микрорайон Нова доба является  примером современной архитектуры. В 1999—2001 на Вайнорской улице возле озера Кухайда построен первый современный торговый центр в Словакии — Полюс Сити Центр.
В Нове-Место расположены две железнодорожные станции «Нове Место» и «Винограды». Центральный железнодорожный вокзал Братиславы «Главна станция» en — расположен на границе старого и нового города.